# Buffavento

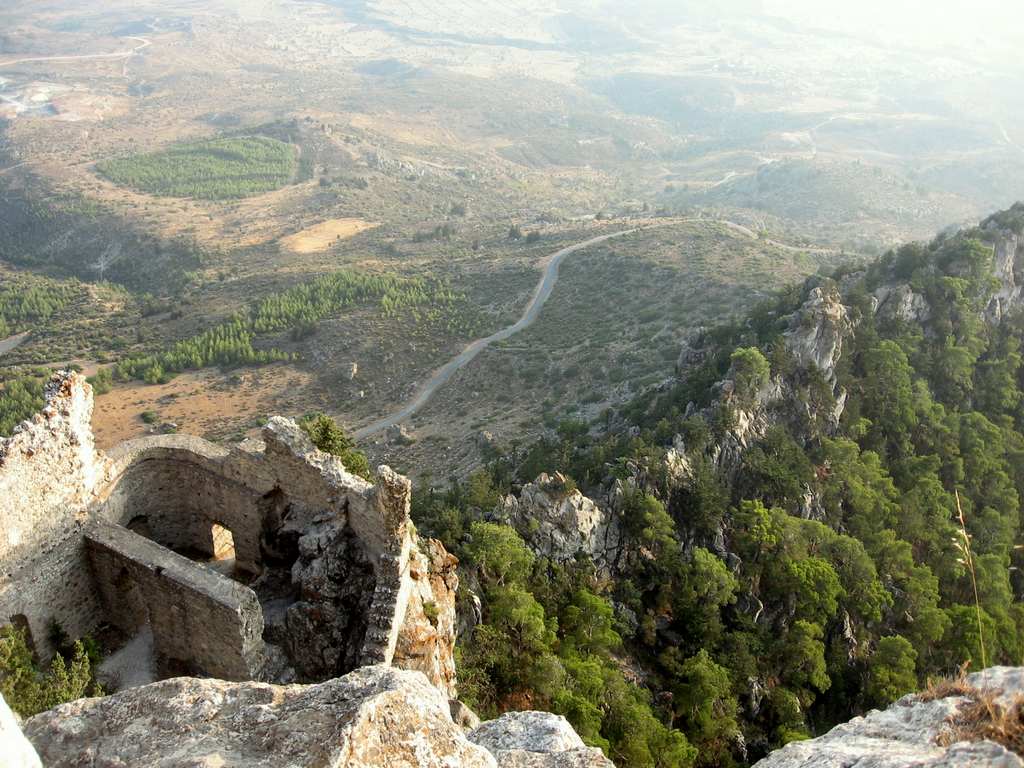
Il castello.

Buffavento è un castello medievale nell'isola di Cipro edificato nell'XI secolo dai bizantini. Si trova in Cipro del Nord a un'altitudine di 950 metri sul livello del mare, dove i venti possono raggiungere velocità molto alte, da qui il nome di Buffavento.

## Storia del castello
Il castello di Buffavento si erge sulla catena montuosa di Kyrenia, dove i bizantini edificarono molti altri castelli - ad esempio quelli di Sant'Ilario a ovest e di Kantara a est - come difesa contro le incursioni degli arabi. I due castelli citati prima sono visibili da Buffavento per rendere possibile la trasmissione di segnali in caso di attacchi degli arabi.
La parte bassa del castello fu molto probabilmente costruita dai bizantini nell'XI secolo e poi ampliata dalla famiglia dei Lusignano nel XIV secolo. Il castello non è ben fortificato, infatti si avvaleva della difesa naturale della montagna. Inizialmente il castello di Buffavento controllava un importante passaggio attraverso le montagne, mentre dal XIV secolo fu usato come carcere. Durante il dominio veneziano dell'isola Buffavento cadde in disuso perché i castelli costieri, come Kyrenia e Famagosta, erano considerati più importanti.